# Meiophisis likkaldin
Meiophisis likkaldin är en insektsart som beskrevs av Rentz, D.C.F. 2001. Meiophisis likkaldin ingår i släktet Meiophisis och familjen vårtbitare. Inga underarter finns listade i Catalogue of Life.